# Twente
Twente je regija u nizozemskoj provinciji Overijssel, koja nije administrativnog već kulturnog tipa.

## Karakteristike
Twente leži na istoku Nizozemske, pored njemačke granice. Regiju formira četrnaest općina (gemeente): Almelo, Borne, Dinkelland, Enschede, Haaksbergen, Hellendoorn, Hengelo, Hof van Twente, Losser, Oldenzaal, Rijssen-Holten, Tubbergen, Twenterand i Wierden, s ukupno oko 626 000 stanovnika. Regija je dobila ime po germanskom plemenu Tuihanti (ili Tvihanti) koji su živjeli u tom kraju i o kojem je pisao još rimski povjesničar Tacit. Po regiji se zove i poznati nogometni klub iz Enschedea FC Twente.

## Vanjske poveznice
- Službene stranice regije (nizoz.)